# Sebeș
Pour les articles homonymes, voir Sebeș (homonymie).
Ne doit pas être confondu avec Sebeš.
Sebeș (en allemand : Mühlbach ; en hongrois : Szászsebes ; en dialecte saxon : Melnbach) est une municipalité du județ d'Alba, dans le sud de la Transylvanie en Roumanie.

## Géographie
La ville se trouve dans la vallée de la Mureș et elle enjambe la Sebeș. Elle constitue le carrefour de deux routes principales roumaines : l'E 68-DN 1 (reliant Sibiu à Deva) et l'E 81-DN 7 (venant de Sibiu et allant vers Alba Iulia et Cluj-Napoca) et le terminus nord de la route Transalpina.
La ville est située à 15 kilomètres au sud du chef-lieu Alba Iulia, et administre également les villages suivants :
- Petrești à 3,5 km au sud ;
- Lancrăm à 2 km au nord ;
- Răhău à 6 km à l'est.

## Histoire
La première trace d'habitation est un village rural fortifié de Roumains et de Petchénègues du XIe siècle situé à l'est de la ville actuelle. Mais la ville en elle-même a été fondée au cours de la 2e partie du XIIe siècle par des colons allemands (considérés plus tard comme Saxons de Transylvanie mais provenant en réalité de la région Rhin-Moselle). Elle devint par la suite une importante cité de la principauté de Transylvanie vassale du royaume de Hongrie. Ses murailles ont été renforcées après les invasions Tatares et Mongoles de 1241-1242, mais la ville fut néanmoins occupée durant plusieurs mois en 1438 par l'Empire ottoman. Le voïvode de Transylvanie Jean Zápolya meurt à Sebeș en 1540. La diète transylvaine se réunit dans la ville en 1546, 1556, 1598 et 1600. Le palais de la Diète, dit « maison Zápolya » est aujourd'hui un musée.
À l'issue de la Première Guerre mondiale, le 1er décembre 1918, l'assemblée des Roumains transylvains proclame l'union de la Transylvanie et du Vieux Royaume pour former la Grande Roumanie. Après cela, le maire de la ville fut Lionel Blaga, le frère du poète-philosophe roumain Lucian Blaga, qui est né dans le village voisin Lancrăm. Comme toute la Roumanie, Sebeș a subi les régimes dictatoriaux carliste, fasciste et communiste de février 1938 à décembre 1989, mais connaît à nouveau la démocratie depuis 1990.

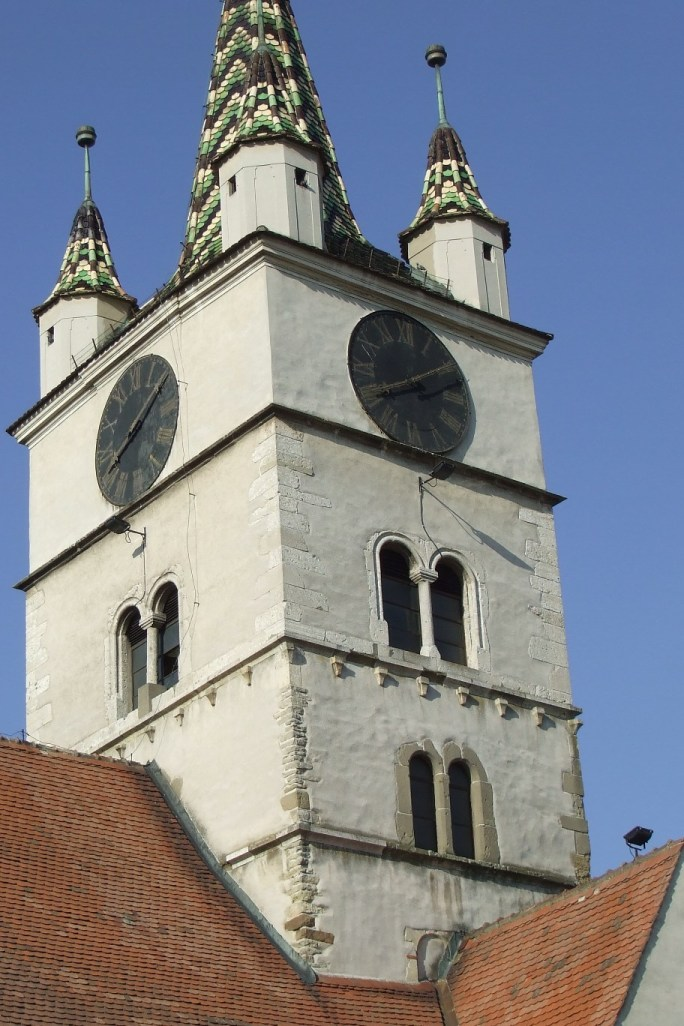
La tour de l'église évangélique
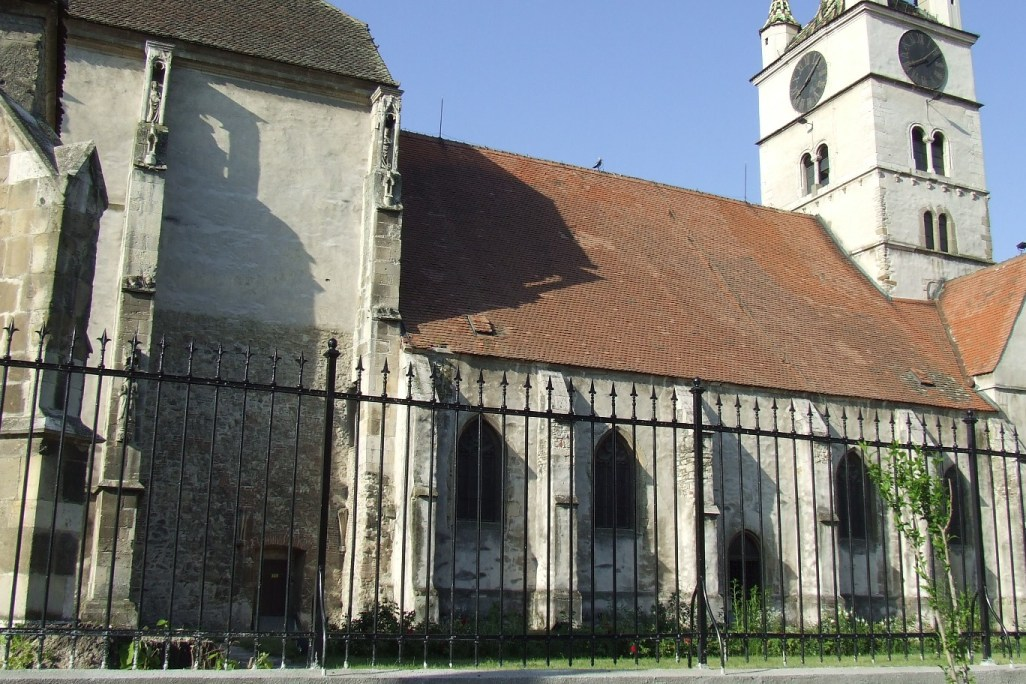
L'église évangélique (côté nord)
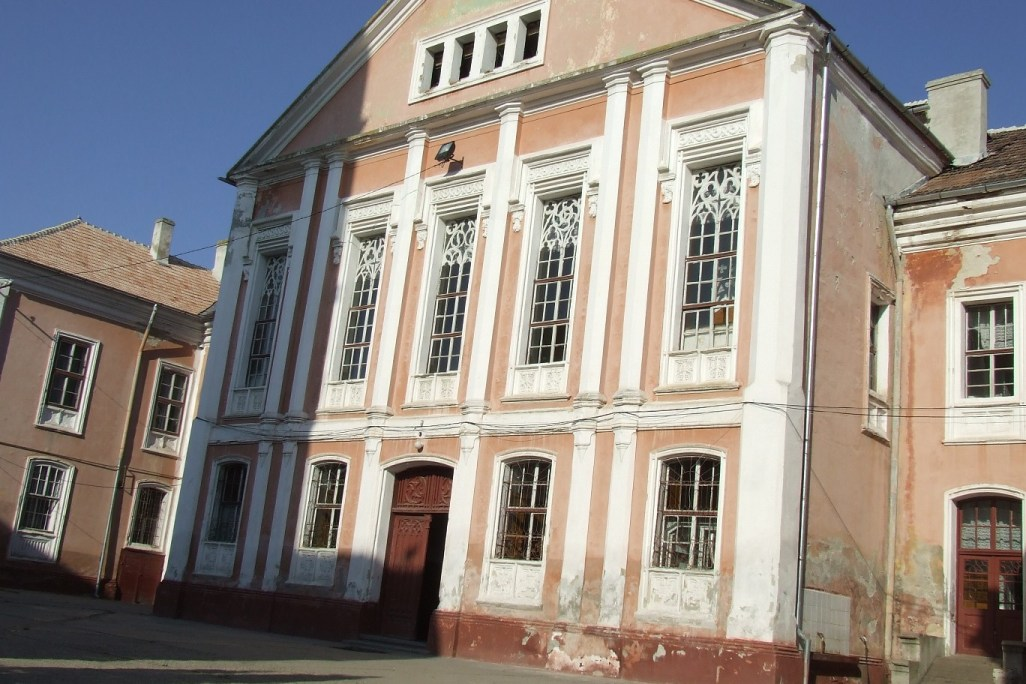
École
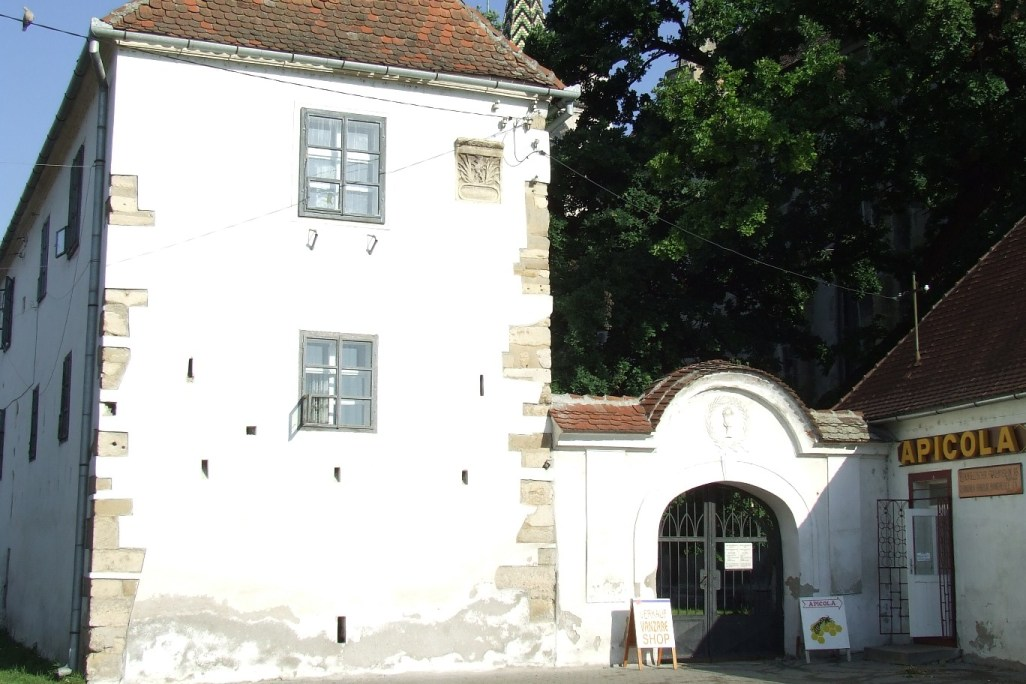
Porte d'entrée de la cour de l'église évangélique
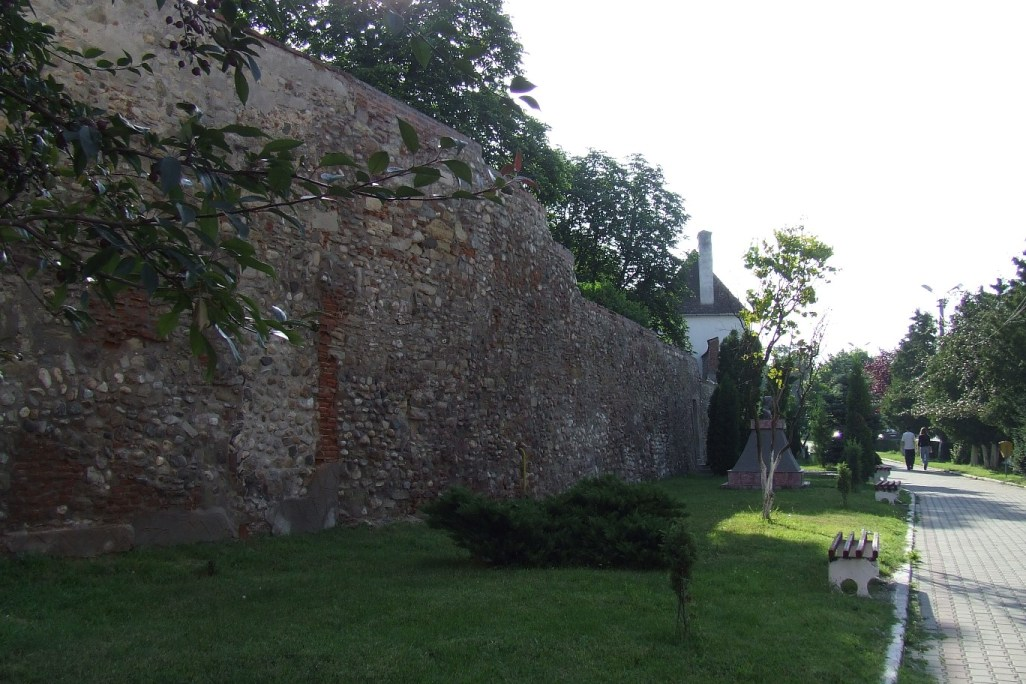
Fragment du mur d'enceinte de l'église évangélique (côté sud)
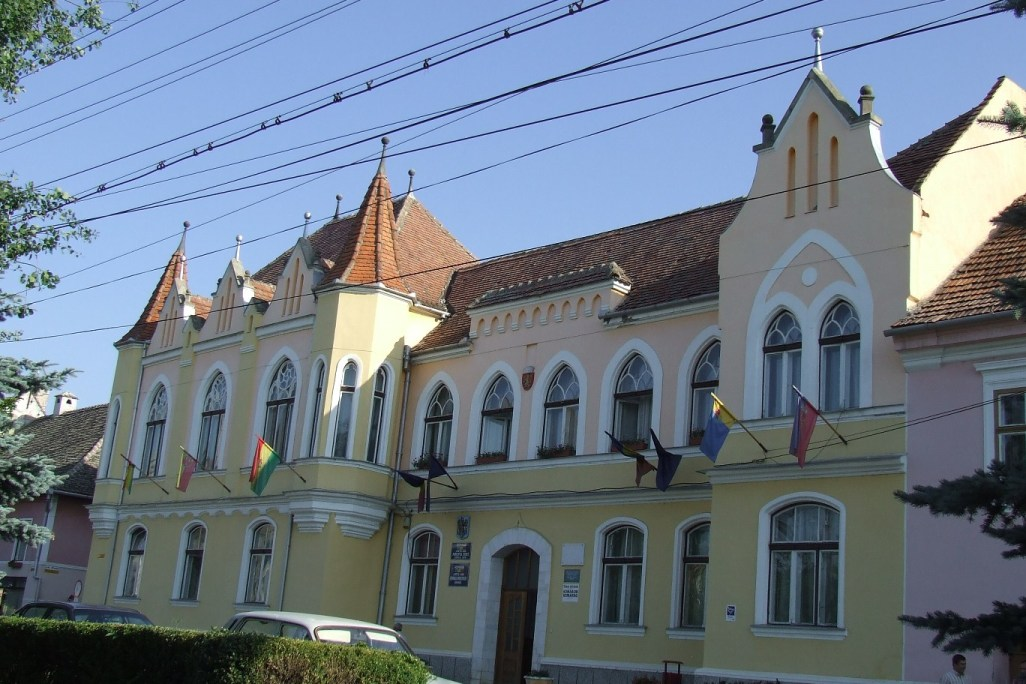
Hôtel de ville
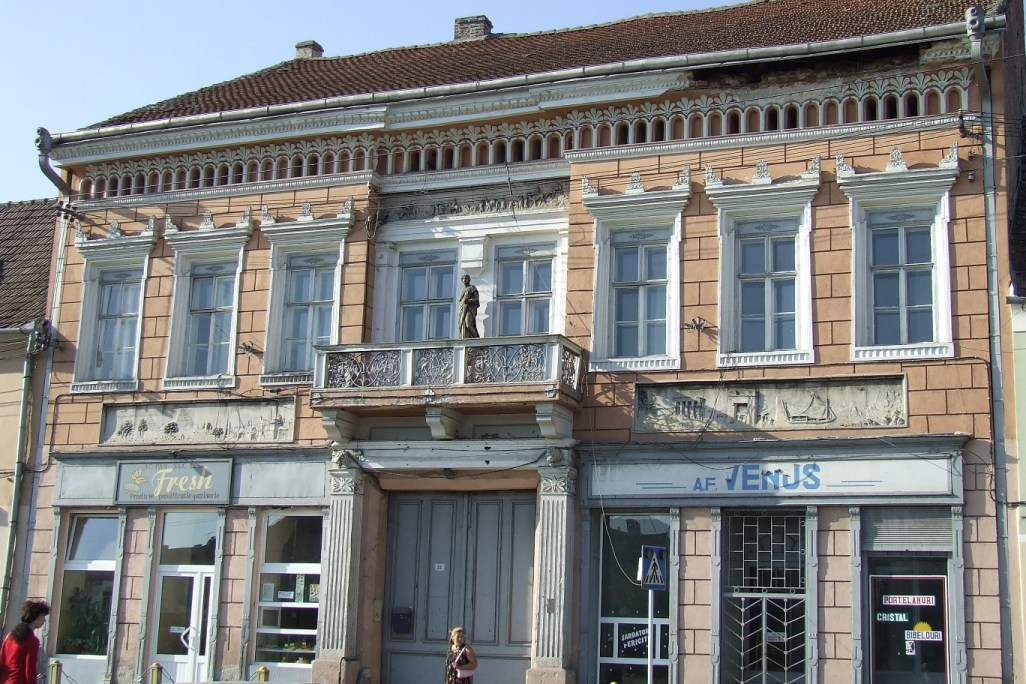
Casa Franz Binder

## Économie
Aujourd'hui, Sebeș est une ville dynamique, ayant reçu d'importants investissements étrangers au cours de la dernière décennie : la transformation du bois et la fabrication d'articles en cuir sont les fers de lance de l'industrie locale.

## Démographie
Selon le recensement de 2011, Sebeș compte 27 019 habitants dont :
- 83,01 % de Roumains ;
- 4,09 % de Roms ;
- 11,45 % dont l'ethnicité n'est pas connue ;
- 1,44 % de personnes appartenant à une autre communauté.

## Politique
| Parti | Parti                                      | Sièges |
| ----- | ------------------------------------------ | ------ |
|       | Parti national libéral (PNL)               | 8      |
|       | Parti social-démocrate (PSD)               | 5      |
|       | Parti de la Grande Roumanie (PRM)          | 3      |
|       | Parti vert (PV)                            | 1      |
|       | Alliance des libéraux et démocrates (ALDE) | 1      |
|       | Indépendant                                | 1      |

## Jumelages
- Komárno (Slovaquie)
- Komárom (Hongrie)
- Büdingen (Allemagne)
- Strășeni (Moldavie)